# アメリカ海軍のC4Iシステム
本項では、アメリカ海軍が配備しているC4Iシステムについて述べる。

## 概要
アメリカ海軍のC4Iシステムは、作戦指揮（OPS）系統と情報活動（INTEL）系統の2つの系統がある。いずれも、ネットワーク中心の戦い (NCW) コンセプトを実現するために構築されたものであり、OPS系列とINTEL系列の効果的な連携なくして、指揮官の健全な意思決定はありえないとされている。
現在のアメリカ海軍C4Iシステムの基本体系を決定付けたのが、ジェリー・O・タトル提督が1990年に提唱したコペルニクスC4Iコンセプトである。これは、全軍事活動の中核を洋上の作戦部隊指揮官に設定し、作戦部隊指揮所（TCC: TFCCなど）に設置されたJOTS（今のGCCS-M）端末に、作戦指揮系と情報資料系の2系統の情報を集中させる、というものであった。このコンセプトに基づき、それまで用途や任務、規模に基づいて別個に構築されていたC4Iシステムが、作戦指揮（OPS）系統と情報活動（INTEL）系統の2つの系統に再構築されるという、現在ある形が成立したのであった。
指揮系統（OPS）のものは、戦闘群司令部指揮所（TFCC）、艦の戦闘指揮所（CDCまたはCIC）に設置される。上級または下級指揮官の意図、そして、敵に関する連続的な情報（レーダー探知情報など）の伝達をになっており、端的にいえば、各階梯の部隊指揮官の間で共通作戦状況図（COP）または共通戦術状況図（CTP）を作成することを目的としている。COPとは、地形・気象・海象など戦闘空間の状況とともに、そこに存在するすべての勢力について、その位置・兵力・状況・意図、さらにはその脆弱点や戦闘力の要衝を表示したものである。大熊康之は、「C4I全体の中で、COPの重要性は最上位である」と述べている。一方、CTPとは、その時点で艦隊が知りうる彼我の戦術状況をリアルタイムで表示したものである。
情報系統（INTEL）のものは、おおむね、統合インテリジェンス・センター（JIC）、補充インテリジェンス表示区画（SUPPLOT）、艦情報解析区画（SSES）などの情報専門区画に設置される。敵に関するすべての情報報告を総合することによって導出される、敵の可能行動を扱う。したがって、OPS系列のC4Iシステムは、共同作戦を行なう信頼できる同盟国に対してはしばしば開放されるのに対して、INTEL系列のC4Iシステムが他国軍に対して開放されることはまずありえない。

## 指揮系統（OPS）
武器管制レベル
単一統合航空状況図（SIAP）の生成を目的として、統合複合追跡ネットワーク（JCTN）上に構築された、リアル・タイムのシステムである。
- 共同交戦能力 (CEC)
  新開発のDDSデータ・リンクおよびCEPプロセッサにより、各艦の射撃指揮装置（FCS）を連接する双方向の情報交換システムであり、遠隔での射撃指揮にも使用される。このシステムにおいて流通する情報は「Trackingの精度」であり、このように高精密度の情報を流通させる、きわめて緊密なシステムであるので、任務群以下（通例は目視範囲内）のレベルで使用される。

兵力統制レベル
共通戦術状況図（CTP）の生成を目的として、統合データ・ネットワーク（JDN）上に構築されたニア・リアル・タイムのシステムである。
- 海軍戦術情報システム (NTDS)
 戦術級システムであり、流通する情報は、「探知・Cueingの精度」である。戦術データ・リンク (TADILs)によって各艦の戦術情報処理装置を連結する双方向の情報交換システムで、当初はリンク 4とリンク 11が使用されていたが、NTDS mod.5からはリンク 16が加えられた。なお、当初は、データ・リンクの端末として戦術情報処理装置もこれに含まれていたが、艦隊がイージス化された現在では、おおむね別個のものと見なされている。

兵力調整レベル
共通作戦状況図（COP）の生成を目的として、統合計画ネットワーク（JPN）上に構築されたノン・リアル・タイムのシステムである。
- 海上用-汎地球指揮統制システム（GCCS-M）
 各艦を最小単位とする、艦隊統制を目的とした作戦級システムである。旗艦設備のある艦では戦闘群司令部指揮所（TFCC）、それ以外の艦では戦闘指揮所（CICまたはCDC）に設置されており、艦隊単位での戦闘行動（艦隊防空や外側ゾーン対潜戦）を統制する。JOTSをベースとして順次発展してきたもので、COPの提供を目的としている。
- 汎地球指揮統制システム (GCCS)
 艦隊を最小単位とする、兵力運用を目的とした戦略級システムである。ニア・リアル・タイムで、任務群司令部と国家軍事指揮センター (NMCC)と各統合軍司令部（CCC）との間を結ぶもので、ナンバード・フリートの旗艦と空母、強襲揚陸艦にのみ端末が搭載されている。これらのGCCS搭載艦は、艦隊統制用のGCCS-Mも同時に搭載しており、政治・戦略レベルの意思決定を作戦行動に反映するという重要な役割を負っている。

## 情報系統（INTEL）
- 統合同軸報送信サービス (IBS: Integrated Broadcast Service)
  INTEL系列の活動の中枢となる情報システムである。偵察衛星や早期警戒衛星、海洋監視衛星やRC-135偵察機などからの情報、さらには下記の各INTEL系C4Iシステムが生成したインテリジェンスが、一方的配信の形で、各級部隊指揮官に送信される。様々な情報源が使用されていることから、「探知・Cueingの精度」から「Targettingの精度」に至るまで、様々な精度の情報が流通している。[1]
- 統合インテリジェンス・センター（JIC: Joint Intelligence Center）
  各統合軍管理のもとで運営される、アメリカ四軍（陸海空+海兵隊）共同の情報機関であり、世界的レベルで入手可能なすべての情報を融合（All-Source Fusion）し、各級部隊指揮官が利用可能なインテリジェンスに加工する。具体的には海上、海中、陸上、宇宙の高関心目標に対するニア・リアル・タイムでの監視情報の配布や、情報の管理、さらには、これらに関する長期評価および脅威見積もりを実施する。なお、戦闘群レベルで同様の任務を行なうため、空母艦上には空母インテリジェンス・センター（CVIC）が設置されている。[1]
- 空母インテリジェンス・センター（CVIC: Carrier Intelligence Center）
  - 補充インテリジェンス表示区画（SUPPLOT: Supplementary Plot）
  OPS系列におけるTFCCに相当する、各戦闘群のINTEL関連活動の中枢となる区画である。システム上はCVICの一部であるが、多くの場合、物理的にはCVICとは分離して設置される。戦闘群司令官に対し、部隊の内外を問わず収集された情報およびインテリジェンスを総合し、共通インテリジェンス状況図（CIP: Common Intelligence Picture）として提供する。[1]
  - 艦情報解析区画（SSES: Ship’s Signals Exploitation Space）
  水平線外の敵の電子的な活動を捉え、解析する区画である。部隊指揮官に対し、部隊保有のアクティブ・センサーの覆域外の敵に関する情報を提供するもので、タイコンデロガ級ミサイル巡洋艦にも設置されている。各艦装備のESMシステムのほか、下記のシステムを含む。
    - 戦闘群パッシブ水平線拡大システム（AN/ULQ-20 BGPHES: Battle Group Passive Horizon Extension System）
   BGPHESは、米海軍の空母打撃群のパッシブ電子戦による覆域を水平線外に拡大するシステムで、航空母艦装備の艦上サブシステムと、航空機装備のセンサー・アンテナ群によって構成される。空中プラットフォームとしては、当初は空母搭載のES-3A 電子戦機を使用していた[1]が、ES-3Aの退役の進行とともに、空軍機が使用されることとなった。1997年秋からはU-2 偵察機が使用されたが、2007年にはU-2が退役したため、E-8C ジョイントスターズに引き継がれることとなった。[2]